# 358

## Догађаји
- Цар Констанције II гради нове тврђаве како би осигурао горњу Месопотамију. Персијски краљ Шапур II шаље изасланика у Цариград са поклонима и писмом умотаним у белу свилу. Он тражи од Констанција да врати земље својих предака од Еуфрата до границе Македоније. Констанције тактично одбија да уступи било какве територије.
- Салијски Франци капитулирају пред Јулијаном Отпадником у Галији. Он им дозвољава да формирају римски федерат у Токсандрији. Франачки досељеници се насељавају у областима на северу и истоку како би помогли у одбрани границе на Рајни.
- Констанције II одбија инвазију Квада и Сармата на Панонију.
- 24. август — Земљотрес уништава Никомедију и оштећује 150 градова у Македонији, Малој Азији и Понту.
- Констанције II позива папу Либерија у Рим, где га хришћани радосно дочекују. Антипапа Феликс II се благоразумно повлачи на своје имање близу Порта (Португал).
- Евдоксије постаје патријарх Антиохије.
- Последња универзално обавезујућа одлука, Великог синедриона Јевреја у расејању, успоставља фиксни хебрејски календар.